# Новоросійська республіка

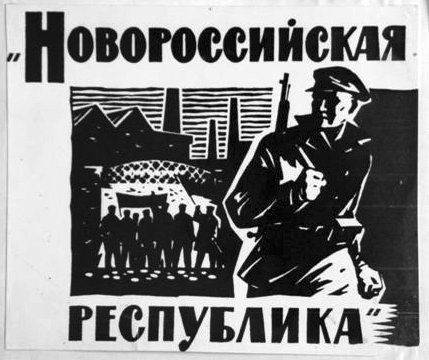
Плакат присвячений Новоросійській Республіці

Новоросійська республіка — назва, під якою в історію революції 1905—1907 увійшла діяльність Ради робітничих депутатів Новоросійська, що була у 12-25 числах грудня 1905 фактично владою в місті.

## Історія
8-10 грудня, в ході грудневого політичного страйку, в Новоросійську за призовом Чорноморського комітету РСДРП було обрано Раду робітничих депутатів (на чолі з більшовиком Бернштейн Миколою Олександровичем), яка налічувала 70 депутатів від робітників, службовців, учителів, безробітних, селян довколишніх селищ. З цього часу місто було фактично в руках робітників. Рада проголосила своїм завданням організацію народного самоврядування та боротьби з самодержавством «аж до озброєння повстання». 11 грудня Рада обрала Виконком. Залізничники, робітники порту і цементних заводів Новоросійська створили в листопаді бойову робочу дружину, на чолі з більшовиком Ф. А. Дубровіним. Більшість солдатів і козаків місцевого гарнізону, в результаті роботи більшовиків, вийшли з підпорядкування начальства та були деморалізована. 12 грудня, після того як дві сотні козаків відмовилися нести поліцейську службу і покинули місто, а виконувач посаду губернатора А. А. Березніков сховався на залізничній станції під охороною третьої козацької сотні, влада в місті повністю перейшла в руки Ради.

## Постанови

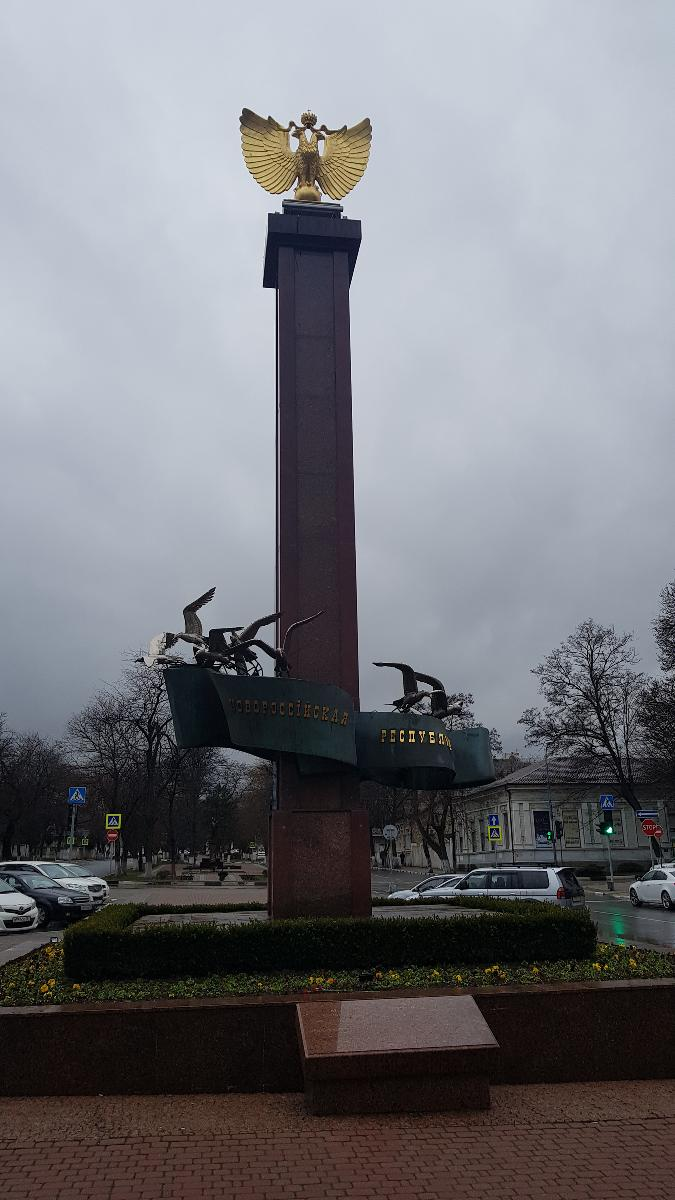
Пам'ятник «Новоросійська Республіка»

Постановою Ради від 14 грудня було закриття урядових установ (крім банку і казначейства), часткове припинення страйків на побутових підприємствах і відновлення торгівлі. Був введений 8-годинний робочий день і створені робочі пункти, які контролювали прийом і звільнення робітників. Виконком взяв під контроль залізничні і морські перевезення. Рада роззброїла поліцейських та робочу дружину, яка підтримувала революційний порядок, організувала допомогу страйкарям шляхом податкового обкладення буржуазії і чиновників, звільнила політичне життя ув'язнених, створила народний суд, видавала «Новини Ради робітничих депутатів» (вийшло 3 номери), випускала листівки, відозви. Однак Рада допустила і помилки: не заарештувала представників царської влади, не захопила відділення державного банку, не вжила заходів для розширення повстання за межі міста, не змогла залучити на бік революції козаків, які відмовилися виступати проти робітників, лише 21 грудня взяла під свій контроль друкарні. Сили контрреволюції прагнули перехопити ініціативу. 16 грудня губернатор оголосив місто на положенні «надзвичайної охорони» — заборонялися зібрання, керівники робітників підлягали арешту. 17 грудня Рада скасувала це розпорядження, 18 грудня провела загальноміський мітинг. Оскільки сили робітників були виснажені страйком, Рада постановила з 20 грудня відновити повсюдно роботи (крім залізничної дороги, пошти і телеграфу).

## Припинення існування
24 грудня, після придушення повстань в Москві, Ростові та інших місцях, направило до Новоросійська великий каральний загін, з моря підійшов броненосець «Три святителя». Рада закликала населення до озброєнної відсічі: намагалася організувати крах ешелону карателів. Однак сили були явно нерівні. 25 грудня Рада припинила свою діяльність, ухваливши рішення не чинити опору, щоб уникнути непотрібних жертв і з метою збереження революційних сил. У той же день козаки вступили в місто, був оголошений воєнний стан. Було заарештовано близько 1000 людей. Чорноморський комітет РСДРП пішов в підпілля. Воєнний суд над 106 діячами Новоросійської республіки засудив 21 грудня 1908 року 25 активних керівників руху до каторги від 4 до 10 років. Після дворазового перегляду справи воєнний суд засудив 7 чоловік до страти (замінене каторгою від 5 до 15 років), інших — до каторжних робіт від 2 років 8 місяців до 15 років.